# Торе Гвевара (Фођа)
Торе Гвевара (итал. Torre Guevara) је насеље у Италији у округу Фођа, региону Апулија.
Према процени из 2011. у насељу је живело 13 становника. Насеље се налази на надморској висини од 291 м.